# Lucapa
Lucapa – miasto w północno-wschodniej Angoli, w prowincji Lunda Północna. Liczy 31 tys. mieszkańców. 